# Средняя Рассоха (приток Нытвы)
Средняя Рассоха — река в России, протекает в Пермском крае. Устье реки находится в 31 км по левому берегу реки Нытва. Длина реки составляет 21 км.
Исток реки находится в деревне Ключи в 5 км к юго-западу от посёлка Менделеево. Река течёт на юг, верхнее течение реки находится в Верещагинском районе, а нижнее — в Очёрском. Река протекает ряд деревень, крупнейшие из которых: Кукеты, Кожевники и Москвята. Впадает в Нытву рядом с рекой Нижняя Рассоха.

## Данные водного реестра
По данным государственного водного реестра России относится к Камскому бассейновому округу, водохозяйственный участок реки — Кама от Камского гидроузла до Воткинского гидроузла, речной подбассейн реки — бассейны притоков Камы до впадения Белой. Речной бассейн реки — Кама.
По данным геоинформационной системы водохозяйственного районирования территории РФ, подготовленной Федеральным агентством водных ресурсов:
- Код водного объекта в государственном водном реестре — 10010101012111100014257
- Код по гидрологической изученности (ГИ) — 111101425
- Код бассейна — 10.01.01.010
- Номер тома по ГИ — 11
- Выпуск по ГИ — 1